# Élections générales britanniques de 2001
Les élections législatives britanniques de 2001 se tiennent le 7 juin afin de renouveler les mandats des députés à la Chambre des communes. Le Parti travailliste remporte une seconde fois consécutive la majorité absolue, après celle déjà acquise en 1997. Le contexte est marqué par une forte hausse de l'abstention. Confortablement réélu, Tony Blair est reconduit dans ses fonctions de Premier ministre du Royaume-Uni.
Les résultats sont perçus comme une répétition de celles de 1997, tant les rapports de forces sont restés les mêmes. Les travaillistes ne perdent que six sièges, tandis que les conservateurs n'en gagnent qu'un seul. La bonne santé économique du pays, les réformes populaires du gouvernement et le charisme de Tony Blair ont permis aux travaillistes de ne jamais être devancés dans les sondages. À l'inverse, les guerres intestines au sein du Parti conservateur sur les questions liées à l'Union européenne, mais aussi la campagne très à droite de William Hague, ont empêché de lancer une dynamique électorale qui pourrait inquiéter le Premier ministre sortant.

## Mode de scrutin
Le scrutin est uninominal majoritaire à un tour. Le pays est divisé en 659 circonscriptions (constituencies) et chacune de ces circonscriptions élit un député à la Chambre des communes. Au sein de chaque circonscription, c'est le candidat ayant obtenu le plus de voix qui est élu (système du « first past the post »).
Ce système favorise l'émergence d'un système où seuls deux partis dominent, et avantage encore plus le parti arrivé en tête.
Dans le cas, rare vu le type de scrutin, où aucun parti n'arrive à obtenir la majorité des sièges (« hung parliament »), c'est le parti au pouvoir qui dispose de la priorité pour former un gouvernement de coalition, s'il est en mesure de le faire. Sinon, un gouvernement minoritaire peut également voir le jour mais, encore une fois, c'est un cas essentiellement théorique.

## Sondages

Intentions de votes

## Résultats

Résultats en sièges par régions.

| Inscrits                                    | Inscrits                 | Inscrits                                                   | 44 403 238 |             |                       |                       |
| Abstentions                                 | Abstentions              | Abstentions                                                | 17 935 850 | 40,39 %     |                       |                       |
| Votants                                     | Votants                  | Votants                                                    | 26 467 388 | 59,61 %     |                       |                       |
|                                             |                          |                                                            |            |             |                       |                       |
| Bulletins enregistrés                       | Bulletins enregistrés    | Bulletins enregistrés                                      | 26 467 388 |             |                       |                       |
| Bulletins blancs ou nuls                    | Bulletins blancs ou nuls | Bulletins blancs ou nuls                                   | 100 005    | 0,38 %      |                       |                       |
| Suffrages exprimés                          | Suffrages exprimés       | Suffrages exprimés                                         | 26 367 383 | 99,62 %     | 659 sièges à pourvoir | 659 sièges à pourvoir |
|                                             |                          |                                                            |            |             |                       |                       |
| Liste                                       | Tête de liste            | Fonction                                                   | Suffrages  | Pourcentage | Sièges acquis         | Var.                  |
| Parti travailliste                          | Tony Blair               | Premier ministre du Royaume-Uni Chef du Parti travailliste | 10 724 953 | 40,68 %     | 412 / 659             | −6                    |
| Parti conservateur                          | William Hague            | Chef du Parti conservateur Chef de l'opposition officielle | 8 357 615  | 31,7 %      | 166 / 659             | +1                    |
| Libéraux-démocrates                         | Charles Kennedy          |                                                            | 4 814 321  | 18,26 %     | 52 / 659              | +6                    |
| Parti unioniste d'Ulster                    | David Trimble            |                                                            | 216 839    | 0,82 %      | 6 / 659               | −4                    |
| Parti national écossais                     | John Swinney             |                                                            | 464 314    | 1,76 %      | 5 / 659               | −1                    |
| Parti unioniste démocrate                   | Ian Paisley              |                                                            | 181 999    | 0,69 %      | 5 / 659               | +3                    |
| Plaid Cymru                                 | Ieuan Wyn Jones          |                                                            | 195 893    | 0,74 %      | 4 / 659               | =                     |
| Sinn Féin                                   | Gerry Adams              |                                                            | 175 933    | 0,67 %      | 4 / 659               | +2                    |
| Parti social-démocrate et travailliste      | John Hume                |                                                            | 169 865    | 0,64 %      | 3 / 659               | =                     |
| Independent Community & Health Concern (en) | Richard Taylor (en)      |                                                            | 28 487     | 0,11 %      | 1 / 659               | +1                    |
| Speaker                                     | Michael Martin           | Président de la Chambre des communes du Royaume-Uni        | 16 053     | 0,06 %      | 1 / 659               | =                     |
| Autres listes                               | Néant                    |                                                            | 1 021 111  | 3,87 %      | 0 / 659               |                       |

## Analyse sociologique
|                             |      |      |      |      |
| Total                       | 42 % | 33 % | 19 % | 6 %  |
| Sexe                        |      |      |      |      |
| Hommes                      | 42 % | 32 % | 18 % | 8 %  |
| Femmes                      | 42 % | 33 % | 19 % | 6 %  |
| Âge                         |      |      |      |      |
| 18-24 ans                   | 41 % | 27 % | 24 % | 8 %  |
| 25-34 ans                   | 51 % | 24 % | 19 % | 6 %  |
| 35-44 ans                   | 45 % | 28 % | 19 % | 8 %  |
| 45-54 ans                   | 41 % | 32 % | 20 % | 7 %  |
| 55-64 ans                   | 37 % | 39 % | 17 % | 7 %  |
| Plus de 65 ans              | 39 % | 40 % | 17 % | 4 %  |
| Hommes par âge              |      |      |      |      |
| 18-24 ans                   | 38 % | 29 % | 26 % | 7 %  |
| 25-34 ans                   | 52 % | 24 % | 19 % | 5 %  |
| 35-54 ans                   | 43 % | 29 % | 19 % | 9 %  |
| Plus de 55 ans              | 39 % | 39 % | 16 % | 6 %  |
| Femmes par âge              |      |      |      |      |
| 18-24 ans                   | 45 % | 24 % | 23 % | 8 %  |
| 25-34 ans                   | 49 % | 25 % | 19 % | 7 %  |
| 35-54 ans                   | 43 % | 31 % | 20 % | 6 %  |
| Plus de 55 ans              | 38 % | 40 % | 18 % | 4 %  |
| Classes sociales            |      |      |      |      |
| AB                          | 30 % | 39 % | 25 % | 6 %  |
| C1                          | 38 % | 36 % | 20 % | 6 %  |
| C2                          | 49 % | 29 % | 15 % | 7 %  |
| DE                          | 55 % | 24 % | 13 % | 8 %  |
| Hommes par classes sociales |      |      |      |      |
| AB                          | 31 % | 38 % | 25 % | 6 %  |
| C1                          | 39 % | 36 % | 14 % | 11 % |
| C2                          | 49 % | 28 % | 14 % | 9 %  |
| DE                          | 55 % | 23 % | 14 % | 8 %  |
| Femmes par classes sociales |      |      |      |      |
| AB                          | 28 % | 41 % | 26 % | 5 %  |
| C1                          | 37 % | 37 % | 20 % | 6 %  |
| C2                          | 48 % | 30 % | 17 % | 5 %  |
| DE                          | 56 % | 25 % | 13 % | 6 %  |
| Habitation                  |      |      |      |      |
| Possédée                    | 32 % | 43 % | 19 % | 6 %  |
| Hypothéquée                 | 42 % | 31 % | 20 % | 7 %  |
| Locataire social            | 60 % | 18 % | 14 % | 8 %  |
| Locataire privé             | 40 % | 28 % | 25 % | 7 %  |
| Statut de travail           |      |      |      |      |
| A temps-plein               | 43 % | 30 % | 20 % | 7 %  |
| A temps-partiel             | 43 % | 29 % | 21 % | 7 %  |
| Ne travaille pas            | 41 % | 36 % | 18 % | 5 %  |
| Sans emploi                 | 54 % | 23 % | 11 % | 12 % |
| Travailleur indépendant     | 32 % | 39 % | 18 % | 11 % |